# Hylaeus foveatus
Hylaeus foveatus är en biart som först beskrevs av Rayment 1950.  Hylaeus foveatus ingår i släktet citronbin, och familjen korttungebin. Inga underarter finns listade i Catalogue of Life.

## Bildgalleri

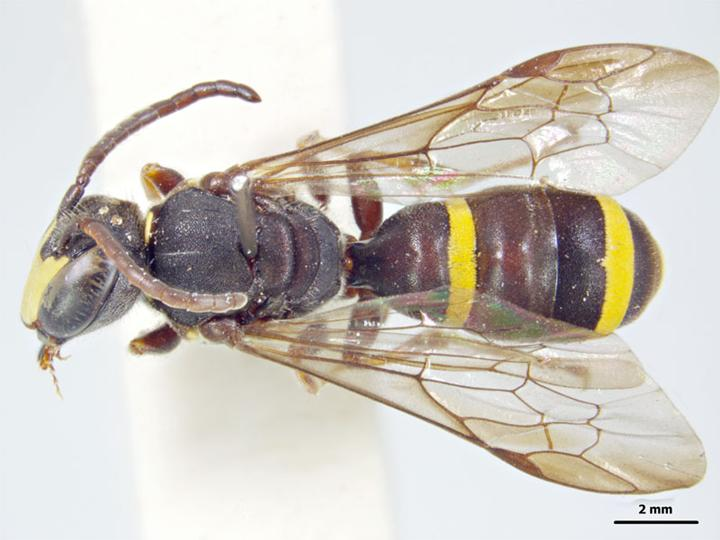